# Kōki Yoneyama
Kōki Yoneyama (jap. 米山 功起, Yoneyama Kōki; * 18. April 2000) ist ein japanischer Eishockeyspieler, der seit 2024 bei den Tōhoku Free Blades unter Vertrag steht und mit dem Team in der Asia League Ice Hockey spielt.

## Karriere
Kōki Yoneyama begann seine Karriere in der Schulmannschaft der Shirakaba Gakuen Highschool. 2019 wechselte er an die Chūō-Universität, für deren Hochschulmannschaft er bis zum Ausbruch der COVID-19-Pandemie in der japanischen Universitätsliga spielte. Ab 2021 stand er bei den East Hokkaidō Cranes unter Vertrag und spielt eseit der Wiederaufnahme des Spielbetriebs 2022 in der Asia League Ice Hockey. 2024 wechselte er zum Ligakonkurrenten Tōhoku Free Blades.

### International
Für Japan nahm Yoneyama im Juniorenbereich an den U18-Weltmeisterschaften der Division I 2017 und 2018 sowie den U20-Weltmeisterschaften 2018 und 2020, als er gemeinsam mit seinem Landsmann Teruto Nakajima bester Vorlagengeber des  Turniers und nach seinen Landsleuten Nakajima und Chikara Hanzawa drittbester Scorer war, in der Division II und 2019 in der Division I teil. Sowohl 2018 als auch 2020 gelang dabei der Aufstieg in die Division I.
Für das japanische Herren-Team debütierte er im Alter von 23 Jahren bei der Weltmeisterschaft der Division I 2023, als der Aufstieg von der B- in die A-Gruppe gelang. Dort spielte er bei der Weltmeisterschaft 2024. Zudem vertrat er seine Farben bei den Qualifikationsturnieren für die Olympischen Winterspiele in Mailand 2026, der Asienmeisterschaft 2024 und den Winter-Asienspielen 2025 in Harbin. Bei der Asienmeisterschaft und den Winter-Asienspielen erreichte er mit dem japanischen Team jeweils den zweiten Platz hinter Kasachstan.

## Erfolge und Auszeichnungen
- 2018 Aufstieg in die Division I, Gruppe B, bei der U20-Weltmeisterschaft der Division II, Gruppe A
- 2018 Meiste Vorlagen bei der U20-Weltmeisterschaft der Division II, Gruppe A
- 2020 Aufstieg in die Division I, Gruppe B, bei der U20-Weltmeisterschaft der Division II, Gruppe A
- 2023 Aufstieg in die Division I, Gruppe A, bei der Weltmeisterschaft der Division I, Gruppe B
- 2024 Silbermedaille bei der Asienmeisterschaft
- 2025 Silbermedaille bei den Winter-Asienspielen

## Asia-League-Statistik
(Stand: Ende der Saison 2024/25)